# Ашот Шайбон
Ашот Шайбон (вірм. Աշոտ Շայբոն, 26 січня 1095 —15 січня 1982) — псевдонім Ашота Гаспаровича Гаспаряна (вірм. Աշոտ Գասպարի Գասպարյան), радянського вірменського письменника, драматурга та сценариста. Ашот Шайбон вважається основоположником вірменської наукової фантастики.

## Біографія
Ашот Гаспарян народився 26 січня 1905 року в Тбілісі. У 1924 році закінчив Тифліську школу імені Нерсісяна. Вищу освіту здобув в 1936 році в Московському кінематографічному інституті. З 1936 по 1941 роки працював на кіностудії Арменфільм. Відомий своєю творчою різноплановістю: кінематографіст, письменник, поет. Помер 15 січня 1982 року.

## Літературні твори
- Դինամո նվագ — 1925
- Նաիրի քուչա — 1925
- Կարմիր քաղաքի շրջմոլիկը — 1925
- Կովկաս — 1925
- Լիրիկա(1927) — збірник віршів
- Զրահավոր գարուն (1931)
- Վերելքի յերգեր (1932)
- Փոքրիկ լեռնագործներ (1932)
- Բրիգադիրիկը (1932)
- Ночная радуга (Нічна веселка)- повість, опублікована в 1942 році. Перша публікація автора в жанрі наукової фантастики
- Отечественная лирика — збірка віршів, опублікований в 1944 році[2][3]
- В стране белых теней (вірм. Սպիտակ ստվերների աշխարհում, «В країні білих тіней») — фантастична повість, написана в 1951 році. На даний момент є єдиним фантастичним твором автора перекладеним на російську мову. На думку критиків є видатним твором, що поклав початок вірменської науково-фантастичної літератури. На російську мову було переведено в 1953 році під назвою Переможці темряви. Книга розповідає про подорож і пригоди радянських вчених на підводному човні Октябрід.
- Суворовцы (Суворовці, 1952 — п'єса в 4-х діях з прологом)
- Տիեզերական օվկիանոսի կապիտաններ (Капітани космічного океану) — продовження повісті В країні білих тіней, написана в 1955 році.
- Երկիր մոլորակի գաղտնիքները (Таємниці планети Земля) — продовження повістей В країні білих тіней і Капітани космічного океану, написана в 1962 році.
- Անսովոր պատմություն (Незвична історія) — 1965, повість.
- Սերունդ (1965)
- Խանգարիչ հանգամանք — п'єса
- Երջանիկ սերունդ — п'єса

## Фільмографія
- «Севанські рибалки» (1938) — актор, сценарист і режисер. У центрі сюжету — боротьба червоних партизан-рибалок за радянську владу в Вірменії
- Країна рідна (1945) — документальний фільм. Шайбон був сценаристом фільму
- В країні білих тіней  (1953) — незавершений фільм за мотивами однойменної повісті, Шайбон працював над сценарієм[4]